# Thiên hoàng Go-Nara
Thiên hoàng Go-Nara (後奈良天皇 Go-Nara-tennō, 26 tháng 1, 1495 - 27 tháng 9, 1557) là Thiên hoàng thứ 105 của Nhật Bản theo danh sách kế thừa truyền thống. Ông trị vì từ năm 1526 đến năm 1557. Việc ông có hiệu là Go-Nara hàm ý chỉ sự hoài niệm về kinh đô và thời đại đầu tiên của Nhật Bản - thời Nara.

## Phả hệ
Tên cá nhân của ông là Tomohino (知仁). Ông là con trai thứ hai của Thiên hoàng Go-Kashiwabara. mẹ ông là Fujiwara Fujiko. Thiên hoàng có sáu người con; tuân theo chế độ phụ hệ thì ông cử con trai cả là Hoàng tử Michihito lên ngôi, hiệu là Thiên hoàng Ōgimachi.

## Lên ngôi Thiên hoàng
Ngày 09 Tháng 6 năm 1526, thân vương Tomohino được tuyên bố lên ngôi sau khi cha mình là Thiên hoàng Go-Kashiwabara vừa thăng hà, lấy hiệu là Thiên hoàng Go-Nara. Ông dùng lại niên hiệu của cha mình, lập thành niên hiệu Daiei nguyên niên (1526-1528).
Tháng 8/1526, nông dân tỉnh Awa nổi dậy khởi nghĩa. Hosokawa Takakuni đem quân đội triều đình đánh tan.
Năm 1528 (Kyōroku gannen tức "Kyōroku nguyên niên"), Thiên hoàng cử Konoe Tanye làm Tả đại thần Minamoto-no Mitsukoto làm Hữu đại thần và Kiusho Tanemitsu làm Đại nạp ngôn.
Tháng 3/1536, Go-Nara chính thức làm lễ đăng quang ngôi Thiên hoàng Nhật Bản. Do ngân sách hoàng gia kiệt quệ sau chiến loạn Onin (1467 - 1477) nên các gia tộc như gia tộc Hōjō, gia tộc Ouchi, gia tộc Imagawa và một số lớn các daimyo khác trong thời Sengoku đóng góp các khoản tiền lớn giúp Thiên hoàng đăng quang ngôi Hoàng đế. Ngân sách cạn kiệt đến nỗi Thiên hoàng phải viết thư pháp để kiểm sống.
Tháng 9/1551, trong biến cố Dainei-ji giữa gia tộc Sue và gia tộc Ouchi nhằm kiểm soát vùng đất phía tây Nhật Bản, triều đình Thiên hoàng dời về thành phố Ouchi. Các vụ sát hại lẫn nhau giữa các cận thần trong hoàng cung dẫn tới sự mất mát người có trí tuệ, người thực hiện nghi lễ triều đình và định hoàng lịch.
Ngày 27 tháng 9 năm 1557, Go-Nara qua đời ở tuổi 62. Con trai cả sẽ lên ngôi, hiệu là Thiên hoàng Ōgimachi.

### Kugyō
- Kampaku, Konoe Sakihisa, 1536–1612.
- Sadaijin
- Udaijin
- Nadaijin
- Dainagon

### Niên hiệu
- Daiei (1521–1528)
- Kyōroku (1528–1532)
- Tenbun (1532–1555)
- Kōji (1555–1558)

## Gia đình
Hoàng hậu: Madenokōji (Fujiwara) Eiko (万里小路（藤原）栄子)
con gái cả: ?
- con trai cả:hoàng tử Michihito (方仁親王) (Thiên hoàng Ōgimachi)
- con gái thứ 2: công chúa Eiju? (永寿女王)

Thứ phi: Takakura (Fujiwara) Kazuko? (高倉（藤原）量子)
- con gái thứ 5: Princess Fukō? (普光女王)

Thứ phi: Hirohashi (Fujiwara) Kuniko? (広橋(藤原)国子)
- con gái thứ 7: Princess Seishū (聖秀女王)

Thị nữ: Daughter of Mibu (Fujiwara) Harutomi (壬生（藤原）晴富)
- con trai thứ 2: kakujyo (覚恕)
- con trai thứ 3: ??